# Микропенис
Микропе́нис (микропения) — половой член мужчины аномально малого размера, при котором полноценная половая жизнь может быть объективно затруднена. Распространённость диагноза варьируется в различных исследованиях. Согласно исследованиям в Колумбии микропенис встречается у 0,019%. Согласно некоторым другим — от 0.015% до 0.66%. В журнале ScienceDaily в 2004 году упоминается значение 0,6%. В научной дискуссии 2004 года приводится значение "по определению, менее 2% населения". Общим критерием является длина пениса, измеренная с дорсальной (верхней) стороны, минимум на 2,5 стандартных отклонения меньшая, чем средний размер полового члена мужчины. Микропенис обычно распознаётся вскоре после рождения. Термин «микропенис» наиболее часто применяется при отсутствии изменений пениса, мошонки и промежности, характерных для интерсексности (например, гипоспадии).
В процессе половой дифференциации эмбриона человека половой бугорок у мальчиков под влиянием мужских гормонов значительно увеличивается и превращается в мужской половой член размерами в несколько сантиметров, а у девочек в норме значительного увеличения не происходит и бугорок образует головку (размерами часто не больше одного сантиметра) и тело клитора. В случае нарушения синтеза гормонов или сбоя в работе их рецепторов могут появляться особенности развития репродуктивной системы с отклонениями в сторону интерсексности. У мальчиков может наблюдаться микропенис - необычно маленькие размеры полового члена, а у девочек, наоборот, клиторомегалия, и в некоторых особенно выраженных случаях могут возникать затруднения с определением пола и дальнейшей половой идентификацией человека. Микропенис может оказаться неспособен к  выполнению задачи доставки мужских половых клеток во влагалище женщины к месту оплодотворения  и тем самым к осуществлению репродуктивной функции, тогда как клитор обычно не имеет пенетративной задачи.

## Причины
Среди патологических факторов, связанных с формированием микропениса, большинство включают в себя снижение пренатальной продукции или эффективности андрогенов — например, при аномалии развития яичек (тестикулярная дисгенезия, синдром Клайнфельтера, гипоплазия клеток Лейдига), при дефектах тестостерона или синтеза дигидротестостерона (дефицит 17,20-лиазы, дефицит 5α-редуктазы), синдромах андрогенорезистентности, неадекватной гипофизарной стимуляции (дефицит гонадотропина) и других формах врождённого гипогонадизма. Микропенис также может развиваться в рамках многих генетических пороков развития, не ассоциированных с половыми хромосомами. Иногда микропенис является симптомом врождённого дефицита гормона роста или врождённого гипопитуитаризма. Некоторые гомеобоксы генов воздействуют на длину полового члена без идентифицируемой эндокринной дисфункции.
После дифференциальной диагностики с целью выявления состояний, указанных выше, микропенис часто лечится в младенчестве при помощи инъекций различных гормонов (человеческий хорионический гонадотропин, тестостерон и т. д.).
У большинства 8—14 летних мальчиков с предполагаемым микропенисом данная аномалия не выявляется. Эти жалобы обычно объясняются следующими причинами:
- половой член скрыт надлобковым жиром;
- половой член кажется слишком маленьким на фоне крупного туловища;
- задержка полового созревания с основаниями для ожидания нормального будущего роста.

## Лечение

### Гормональная терапия
Увеличение размера полового члена как до рождения, так в детстве и пубертатном периоде, значительно зависит от уровня тестостерона и, в меньшей степени, от гормона роста. Однако роль этих гормонов в лечении микропениса ограничена условиями гормонального дефицита (гипопитуитаризма и гипогонадизма).
Независимо от причины микропениса, в случае его распознавания в младенчестве, часто назначаются короткие курсы терапии тестостероном (обычно не более 3 месяцев). Это обычно индуцирует незначительный рост, повышающий вероятность дальнейшего роста в пубертатном периоде, однако половой член редко достигает нормального размера. В течение детства дополнительный тестостерон не назначается во избежание нежелательной вирилизации или раннего созревания костей. Также имеются некоторые сведения о том, что преждевременное введение тестостерона может привести к уменьшению размеров полового члена во взрослом возрасте.
Лечение тестостероном возобновляется в юности только у мальчиков с гипогонадизмом. Рост пениса завершается с окончанием полового созревания, подобно завершению роста тела; терапия тестостероном в постпубертатном возрасте обеспечивает лишь незначительный эффект или неэффективна.

### Хирургическое лечение
В связи с тем, что гормональная терапия редко позволяет достигнуть среднего размера полового члена, разработано и применяется несколько хирургических методик для увеличения полового члена, подобных фаллопластике; однако они не признаны достаточно успешными для широкого использования и редко применяются в детском возрасте.